# Wireonkowate
Wireonkowate (Vireonidae) – rodzina ptaków z rzędu wróblowych (Passeriformes), obejmująca około sześćdziesięciu gatunków.

## Zasięg występowania
Większość gatunków występuje w Nowym Świecie, dwa rodzaje (Pteruthius i Erpornis) w południowej i południowo-wschodniej Azji. Ubarwione są przeważnie w różnych kombinacjach zieleni i żółci, pokrojem przypominają lasówki, mają jednakże grubsze dzioby.

## Systematyka
Do rodziny zaliczane są następujące podrodziny:
- Pteruthiinae Sangster, Cibois & Reddy, 2022 – dzierzbogłowy
- Erpornithinae Sangster, Cibois & Reddy, 2022 – czupurniczki – jedynym przedstawicielem jest Erpornis zantholeuca Blyth, 1844 – czupurniczek
- Vireoninae Swainson, 1837 – wireonki

W oparciu o badania genetyczne dowiedziono, że wireonkowate najbliżej spokrewnione są z jagodnikami (Paramythiidae), a nie tak jak wcześniej sądzono z lasówkami (Parulidae). Rodzaje Pteruthius i Erpornis zostały przeniesione do wireonkowatych z rodziny tymaliowatych (Timaliidae). Niektórzy autorzy proponują wydzielenie rodzaju Pteruthius do osobnej monotypowej rodziny.